# Çan
Çan là một huyện thuộc tỉnh Çanakkale, Thổ Nhĩ Kỳ. Huyện có diện tích 907 km² và dân số thời điểm năm 2007 là 51965 người, mật độ 57 người/km².